# Televisión Canaria Internacional
TV Canaria NET o TV Canaria Internacional (anteriormente TV Canaria SAT e, inicialmente, TV Canaria Canal Internacional) es uno de los canales que emite la Radio Televisión Canaria para su difusión fuera de las Islas Canarias. Su sede principal del mismo modo que en el caso de Radio Televisión Canaria, está en la ciudad de Santa Cruz de Tenerife.
Este canal tiene como objetivo acercar la televisión y cultura canaria, a los canarios de fuera de la comunidad, tanto en España como en Europa y América, así como al resto de ciudadanos de estas zonas.
Su programación se basa principalmente en contenidos de producción propia de Televisión Canaria.
El canal llevaba varios años emitiendo gratis por los satélites Astra e Hispasat. En diciembre de 2009, el canal sólo fue accesible por el satélite Hispasat 30° W o en plataformas de pago, dejando de emitir en el satélite Astra de Digital+. Finalmente, y como medida para ahorrar costes, el 13 de mayo de 2011 cesan las emisiones de TV Canaria Internacional por satélite para emitir exclusivamente por internet, bajo el nombre de TV Canaria Net.
Actualmente emite -entre otros sistemas de televisión de pago españoles- a través del paquete familiar o básico de Movistar+ para España y Andorra mediante su sistema de IPTV (mediante satélite dejó de emitirse cómo se indicaba anteriormente), y mediante otros proveedores en gran parte de Hispanoamérica.